# Angararücken
Der Angararücken (russisch Ангарский кряж) ist ein Gebirge in der Oblast Irkutsk im asiatischen Teil Russlands im Südosten des Mittelsibirischen Berglandes.

## Lage
Der Angararücken reicht von den nördlichen Ausläufern des Ostsajans im Südwesten bis zum oberen Einzugsgebiet der Unteren Tunguska im Nordosten. Er hat eine Längsausdehnung in SW-NO-Richtung von etwa 800 km und erreicht im Südwesten in einer namenlosen Erhebung eine maximale Höhe von 1022 m. Das Gebirge besteht aus mehreren annähernd parallel verlaufenden Höhenrücken mit flachen Höhenkuppen. Im nördlichen Teil des Gebirges befindet sich die 912 m hohe Gora Irinja. Im Süden und im Südosten geht das Gebirge in das höhere Lena-Angara-Plateau über. Die Angara unterhalb von Bratsk und der Unterlauf des Ilim durchschneiden das Gebirge. Die Untere Tunguska und die Steinige Tunguska entspringen im Nordteil des Gebirges.

## Gestein
Das Gebirge besteht aus Felsgesteinen aus dem unteren Paläozoikum, terrigenen Sedimenten und stratigrafischen Einschlüssen. Die Höhenkuppen bestehen aus ordovizischen Kalksteinen. Im Angararücken gibt es Eisen- und Kupfervorkommen.

## Vegetation
Der Südwesten des Gebirges ist von Kiefernwäldern und Tannen-Zedern-Taiga geprägt, während im Nordosten Lärchen-Taiga dominiert.